# Kairoa
Kairoa Philipson – rodzaj roślin z rodziny poleńcowatych. Obejmuje cztery gatunki występujące endemicznie na Nowej Gwinei, w podszycie lasów na glebach wapiennych. 

## Morfologia
PokrójJednopienne lub dwupienne krzewy. Organy wegetatywne pokryte  szorstkimi, kosmatymi lub wełnistymi włoskami albo nagie.
PędPędy boczne okrągłe lub nieco spłaszczone, starsze często skorkowaciałe. Powierzchnia głęboko rowkowana lub mniej więcej gładka.
LiścieZwykle eliptyczne, o wąsko sercowatej nasadzie, zaostrzonym wierzchołku i ząbkowanych brzegach.
KwiatyKwiaty męskie wyrastające kątowo, pojedynczo lub zebrane do 24 w wierzchotkowy lub groniasty kwiatostan. Szypułki o długości 0–2 mm. Przysadki liczne lub nieobecne. Dno kwiatowe kulistawo-jajowate (u jednego gatunku dyskowato-klapowane), nagie lub skąpo owłosione od wewnątrz. Okwiat 4–8-listkowy. Pręcików jest od 2 do 4 w przeciwległych parach lub od 25 do ponad 100 nieregularnie rozmieszczonych na dnie kwiatowym. Główki pręcików podługowate, wzniesione. Pylniki pękające wzdłużnie lub przez podkówkowatą szczelinę po obu stronach wierzchołka. Kwiaty żeńskie pojedyncze lub zebrane w pęczek. Szypułki o długości 0–5 mm. Przysadki drobno ząbkowane lub wydatne. Dno kwiatowe kulistawe do dyskowatego, z zewnątrz nagie, wewnątrz owłosione. Okwiat złożony z 2 do 5 par listków, niekiedy ze zgrubiałymi gruczołami. Słupkowie tworzy od 8 do 150 słupków o zredukowanych lub wydłużonych szyjkach.
OwoceLiczne, jajowato-podługowate pestkowce, zebrane w główkowaty owoc zbiorowy, wyrastający na rozrastającym się po przekwitnięciu dnie kwiatowym. Egzokarp owłosiony lub nagi, czarny.

## Systematyka
Pozycja systematycznaRodzaj należy do rodziny poleńcowatych w rzędzie wawrzynowców. Stanowi grupę siostrzaną dla rodzaju Kibara
Wykaz gatunków
- Kairoa cromeana W.N.Takeuchi
- Kairoa endressiana W.N.Takeuchi & S.S.Renner
- Kairoa suberosa Philipson
- Kairoa villosa (Kaneh. & Hatus.) S.S.Renner & W.N.Takeuchi